# Antonio Ferrero
Antonio Ferrero o Ferrerio (Savona, ? - Roma, 23 de julio de 1508) fue un eclesiástico genovés. 

## Biografía

### Obispo
De extracción humilde, se acogió bajo la protección del cardenal Giuliano della Rovere, quien tras ser elegido papa en 1503 le nombró protonotario apostólico y mayordomo de la Casa Pontificia. En enero del año siguiente fue nombrado obispo de Noli, y en abril fue consagrado por el mismo papa, asistido por los cardenales Antonio Pallavicino y Giovanni Antonio Sangiorgio, en la misma ceremonia en que también lo fueron Raffaele Sansone Riario, Galeotto Franciotti della Rovere, Francesco Alidosi, Gabriele de' Gabrielli y Johannes Burchard. Prefecto del Palacio Apostólico Vaticano, en agosto fue transferido a la diócesis de Gubbio.

### Cardenal
A pesar de la oposición del Colegio cardenalicio, que le reprochaba su arrogancia y falta de sinceridad, Julio II le creó cardenal presbítero con título de San Vitale en el consistorio celebrado el 1 de diciembre de 1505. Al mes siguiente fue enviado como legado a Perugia, de donde también fue obispo.
En 1506 formó parte de la comitiva militar que Julio II condujo hacia el norte de Italia para recuperar para los Estados Pontificios las plazas de Perugia y Bolonia, respectivamente en manos de Gian Paolo Baglioni y Giovanni II Bentivoglio.  Tras la huida de este último, Ferrero quedó como legado en Bolonia.

### Legado en Bolonia
El abuso de autoridad, las exacciones que impuso a la población y la excesiva dureza con la que reprimió a los partidarios de los Bentivoglio motivaron que, tras las protestas del Senado de Bolonia, el papa le relevara de su legación pocos meses después de su llegada y le llamara a rendir cuentas en Roma.  Fue condenado al pago de una multa de 20.000 escudos y confinado primero en el castillo de Sant'Angelo y después en el convento de Sant'Onofrio al Gianicolo, donde murió en 1508.
Fue sepultado en la iglesia de Sant'Agostino sin honores ni ceremonias públicas por orden del papa.